# Bosons W' i Z'
En física de partícules, els bosons W′ i Z′ (o W-prima i Z-prima) són nous bosons de gauge hipotètics que apareixen en extensions de la simetria electrofeble del Model Estàndard (SM). Reben el seu nom per analogia amb els bosons W i Z de l'SM.

## Tipus de bosons W′
Els bosons W′ apareixen sovint en models amb un grup de gauge SU(2) extra. La simetria SU(2) × SU(2) és espontàniament trencada al subgrup diagonal SUW(2) que correspon al SU(2) electrofeble. De forma general, podem tenir n còpies de SU(2), les quals són trencades en SUW(2) diagonals, tot donant n²−1 bosons W+′, W−′ i Z′. Per tal que els bosons W′ s'acoblin a l'isospin feble, el SU(2) extra i el SU(2) del Model Estàndard s'han de barrejar: una còpia del SU(2) s'ha de trencar al voltant de l'escala de TeV (per aconseguir W′ bosons amb una massa de TeV) deixant un segon SU(2) per al Model Estàndard a l'escala electrofeble (~240 GeV). Això passa en models de Higgs Petits que contenen més d'un< còpia de SU(2). Com que el W′ prové del trencament d'un SU(2), generalment és acompanyat d'un bosó Z′ de (gairebé) la mateixa massa i amb acoblaments relacionats amb els acoblaments del W′.
Els bosons W′ també apareixen en teories Kaluza–Klein amb SU(2) al "bulk" de la brana.

## Tipus de Z′ bosons
Diversos models de física més enllà del Model Estàndard prediuen diferents classes de bosons Z′:
- Models amb una nova simetria de gauge U(1). El Z′ és el bosó de gauge de la simetria (trencada) U(1).
- Models basats en el grup E₆. Aquest tipus de model conté dos Z′, els quals poden barrejar-se en general.
- Models de Topcolor I Top Balancí amb simetria electrofeble dinàmicament trencada contenen bosons Z′ per a seleccionar la formació de condensats particulars.
- Models de Higgs-Petit. Aquests models típicament inclouen un sector de gauge ampliat, el qual és trencat cap a una simetria de gauge del Model Estàndard al voltant de l'escala de TeV. A més d'un o més bosons Z′, aquests models sovint contenen bosons W′.
- Models Kaluza–Klein. El bosó Z′ és el mode excitat d'una simetria de gauge neutre al 'bulk'.
- Extensions de Stueckelberg. El bosó Z′ apareix en acoblaments de teories de cordes amb interseccions de D-branes.

## Recerques

### Recerques directes
Els bosons W′ se cerquen en detectors a col·lisionadors d'hadrons en la seva desintegració en neutrí més leptó carregat o en quark cim més quark fons, un cop produït en una anihilació quark–quark. L'LHC pot descobrir W′ de massa fins a uns quants TeV.
Les recerques del Z′ a l'LHC estan focalitzades en ressonàncies de dileptons d'alta massa: el bosó Z′ seria produït per anihilació quark–antiquark i decauria en un parell electró-positró o un parell de muons de càrregues oposades.

### Recerques indirectes
El límits més forts en la massa d'un nou W′ són imposats per estudis dels seus efectes indirectes en processos d'energia baixa com la desintegració del muó, on poden substituir l'intercanvi de W típic del Model Estàndard.
Les recerques indirectes del Z′ són dutes a terme a col·lisionadors electró-positró que donen accés a mesures d'alta precisió de les propietats bosó Z del Model Estàndard. Els constrenyiments provenen de barreges entre el Z′ i el Z.

## Superposicions Z′–Y
Poden existir barreges cinètiques de gauge entre el U(1)′ del bosó Z′ i l'UY(1) de la hipercàrrega. Aquestes superposicions porten a una modificació de l'ordre dominant dels paràmetres de Peskin–Takeuchi.